# Естетична козметична хирургия
Естетична хирургия (от гръцки aesthetics – „дял на философията, занимаваща се с красотата“) или Козметичната хирургия (от латински cosmetic – „разкрасяване или запазване на миловидност, хубост, красота или разкрасяваща субстанция или препарат“) е медицинска специалност, занимаваща се с корекция на нарушенията в естетическите пропорции, обеми и ъгли на лицето и тялото при здрави хора без наличен здравен проблем в областта на намесата. Тя е с интердисциплинарен характер и включва инвазивни, миниинвазивни и неинвазивни медицински намеси (операции, манипулации, процедури) единствено за разкрасяване и подобряване на външния вид.
НКПД класифицира хирурзите в тази специалност с позиция: 2221-7070 Лекар, Хирург, естетична (козметична) хирургия 2221.

## История
През 1952 г. италианският хирург от унгарски произход Арпад Фишер след аудиенция при папата получава разрешение от църквата за извършване на козметични намеси – правене на операции при здрави хора с цел разкрасяване, с което се открива път за развитие на тази медицинска област. Впоследствие създава Международната Академия по козметична хирургия.
Декларацията от Токио, 2000 г. отделя Естетичната козметична хирургия от всички други хирургически специалности поради екстремно и тясно специализираната същност на областта на хирургическото разкрасяване.
От 2001 г., тази специалност е утвърдена в България с Наредба 31 на Министъра на здравеопазването.. Д-р Николай Сердев е национален консултант 2006-2008 г.
Съгласно МЗ Наредба 6/2008  не е предмет на тази специалност лечението на:
1. хирургични и дерматологични заболявания;
2. изгаряния, последствия от изгаряния и травми;
3. кожни дефекти, малформации и злокачествени тумори.

Обект на специалността са клинично здрави пациенти, без наличен здравен проблем в областта на планираната намеса, които желаят корекция на нормални за здравето външни форми, обеми, ъгли и пропорции на части от лицето, тялото, структурата и формата на подкожните тъкани, както и качеството на кожната покривка.